# Сан-Джованні-Театіно
Сан-Джованні-Театіно (італ. San Giovanni Teatino) — муніципалітет в Італії, у регіоні Абруццо, провінція К'єті.
Сан-Джованні-Театіно розташований на відстані близько 155 км на схід від Рима, 70 км на схід від Л'Аквіли, 8 км на північ від К'єті.
Населення — 13 884 особи (2014).
Покровитель — святий Рох.

## Демографія
Населення за роками:

Станом на 1 січня 2023 року в муніципалітеті офіційно проживало 450 іноземців з 55 країн, серед них 163 громадяни країн Євросоюзу та 32 громадяни України.

## Сусідні муніципалітети
- Чепагатті
- К'єті
- Франкавілла-аль-Маре
- Пескара
- Спольторе
- Торревеккія-Театіна